# Montagnes russes aller & retour
Pour les articles homonymes, voir Aller retour (homonymie).
Aller et retour  ou Out and back se réfère au schéma de la voie de montagnes russes, qu'elles soient en métal, en bois ou hybrides. Les montagnes russes aller & retour montent un lift hill, vont au plus loin de leur parcours, font un virage de 180° puis reviennent à la station. Ce design particulier est très populaire et facile à construire. Dans la partie "aller", les bosses sont grandes et décroissent, sur la partie "retour", les bosses sont souvent des "bunny hops", ou des petites bosses générant beaucoup d'airtime. Beaucoup d'hyper montagnes russes sont des Out and Back

## Double aller & retour

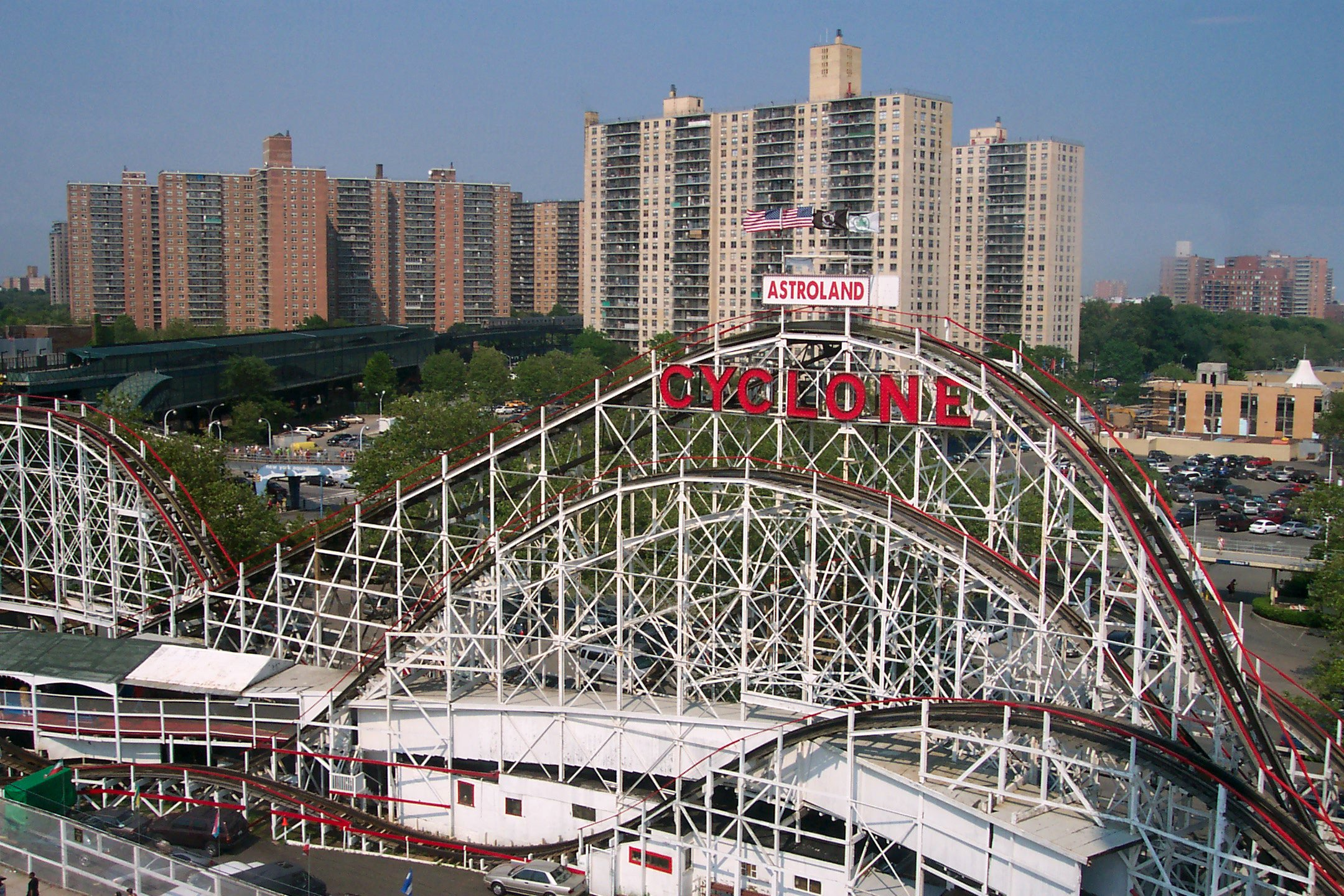
Cyclone à Coney Island : un triple out and back.

Une autre variation de ce thème est le fait que ces montagnes russes font deux allers retours entre un point A et un point B. On peut citer notamment The Comet (en) déménagé de Crystal Beach Park (en) (Ontario) à Six Flags Great Escape Theme Park & Lodge et Phoenix (en) à Knoebels.

## Triple aller & retour
Ces montagnes russes voyagent d'un point A à un point B trois fois. Le résultat est souvent difficile à distinguer des vraies montagnes russes twister. Un exemple de ce type est le Cyclone de Coney Island.

## Exemples
- American Eagle à Six Flags Great America
- Apollo's Chariot à Busch Gardens Williamsburg
- Anaconda à Walygator Parc
- Behemoth à Canada's Wonderland
- Big Dipper à Geauga Lake's Wildwater Kingdom
- Blue Streak à Cedar Point
- Boulder Dash et Wildcat à Lake Compounce
- Cannon Ball à Lake Winnepesaukah (en)
- Comet à Hersheypark
- The Comet (en) à Six Flags Great Escape Theme Park & Lodge
- Giant Dipper à Santa Cruz Beach Boardwalk
- The Predator à Six Flags Darien Lake
- Goliath à La Ronde
- Goliath à Six Flags Over Georgia
- The Great American Scream Machine à Six Flags Over Georgia
- High Roller à Valleyfair!
- Jack Rabbit à Seabreeze Amusement Park (en)
- Judge Roy Scream à Six Flags Over Texas
- Magnum XL-200 à Cedar Point
- Mamba à Worlds of Fun
- Millennium Force à Cedar Point
- Mighty Canadian Minebuster à Canada's Wonderland
- Nitro à Six Flags Great Adventure
- The Racer à Kings Island
- Phoenix (en) à Knoebels
- Rebel Yell à Kings Dominion
- Rolling Thunder à Six Flags Great Adventure
- Rollo Coaster à Idlewild & Soak Zone
- Screamin' Eagle à Six Flags St. Louis
- Sea Dragon à Zoombezi Bay (en)
- Shivering Timbers à Michigan's Adventure
- Starliner de Miracle Strip, maintenant à Cypress Gardens Adventure Park
- Thunderbolt à Kennywood
- Tornado à Adventureland
- Wild Thing à Valleyfair!
- Yankee Cannonball à Canobie Lake Park